# Oreochromis mossambicus

A tilápia de Moçambique (Oreochromis mossambicus) é um peixe ciclídeo oreocromínico nativo do sudeste da África, incluindo Moçambique. De cor fosca, a tilápia de Moçambique muitas vezes vive até uma década em seus habitats nativos. É um peixe popular para aquacultura. Devido às introduções humanas, agora é encontrado em muitos habitats tropicais e subtropicais ao redor do globo, onde pode se tornar uma espécie invasora devido à sua natureza robusta. Essas mesmas características a tornam uma boa espécie para a aquicultura, pois se adapta prontamente a novas situações. É conhecida como tilápia preta na Colômbia e como kurper azul na África do Sul.

## Descrição
A tilápia de Moçambique possui um corpo profundo com longas barbatanas dorsais, cuja parte frontal possui espinhos. A coloração nativa é um esverdeado ou amarelado opaco, e bandas fracas podem ser vistas. Adultos atingem até 39 centímetros (15 pol) de comprimento  e até 1,1 quilogramas (2,4 lb).  O tamanho e a coloração podem variar em populações cativas e naturalizadas devido a pressões ambientais e de reprodução. Vive até 11 anos.

## Distribuição e habitat

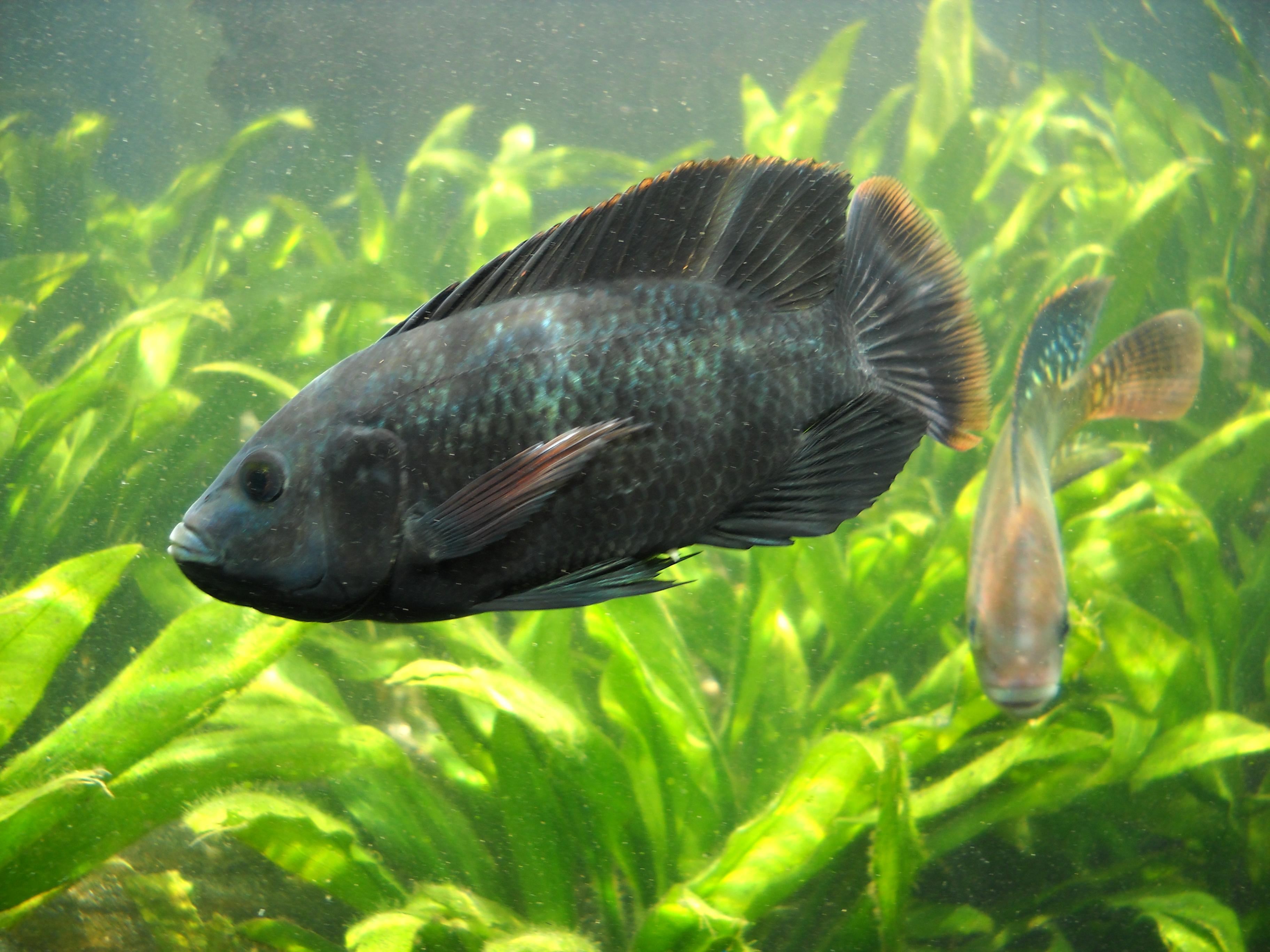
Um macho adulto em condição de reprodução

A tilápia de Moçambique é nativa das águas interiores e costeiras do sudeste da África, desde a bacia do Zambeze em Moçambique, Malawi, Zâmbia e Zimbábue até o rio Bushman na província do Cabo Oriental da África do Sul. É ameaçada em sua área de vida pela tilápia do Nilo, introduzida. Além de competir pelos mesmos recursos, os dois se hibridizam prontamente. Isto já foi documentado nos rios Zambeze e Limpopo, e a previsão é que a tilápia pura de Moçambique eventualmente desapareça de ambos.
É um peixe notavelmente robusto e fecundo, adaptando-se prontamente às fontes de alimento disponíveis e se reproduzindo em condições abaixo do ideal. Entre outros, ocorre em rios, córregos, canais, lagoas, lagos, pântanos e estuários, embora normalmente evite águas de fluxo rápido, águas de grandes altitudes e mar aberto.  Habita águas que variam de 17 a 35 graus Celsius.

### Espécie invasora
A tilápia de Moçambique ou híbridos envolvendo esta espécie e outras tilápias são invasoras em muitas partes do mundo fora de sua área nativa, tendo escapado da aquicultura ou sido deliberadamente introduzidas para controlar mosquitos. A tilápia de Moçambique foi nomeada pelo Grupo de Especialistas em Espécies Invasoras como uma das 100 piores espécies invasoras do mundo. Pode prejudicar as populações de peixes nativos através da competição por comida e espaço de nidificação, bem como pelo consumo direto de pequenos peixes. No Havaí, a tainha listrada Mugil cephalus está ameaçada por causa da introdução desta espécie. A população de tilápia híbrida de Moçambique x tilápia Wami no Mar Salton, na Califórnia, também pode ser responsável pelo declínio do peixe-filhote do deserto, Cyprinodon macularius.

## Hibridação
Tal como acontece com a maioria das espécies de tilápia, a tilápia de Moçambique tem um alto potencial de hibridação. Eles são frequentemente cruzados com outras espécies de tilápia na aquicultura porque a tilápia de raça pura de Moçambique cresce lentamente e tem uma forma de corpo pouco adequada para cortar filés grandes. No entanto, a tilápia de Moçambique tem a característica desejável de ser especialmente tolerante à água salgada. Além disso, híbridos entre certas combinações de progenitores (como entre Moçambique e tilápia Wami) resultam em descendentes que são todos ou predominantemente do sexo masculino. Os machos de tilápia são preferidos na aquicultura, pois crescem mais rápido e têm um tamanho adulto mais uniforme do que as fêmeas. A tilápia "Florida Red" é um híbrido comercial popular da tilápia de Moçambique e tilápia azul.

## Comportamento

### Alimentação
A tilápia de Moçambique é onívora. Elas podem consumir detritos, diatomáceas, fitoplâncton,  invertebrados, pequenos alevinos e vegetação que varia de macroalgas a plantas enraizadas. Essa ampla dieta ajuda as espécies a prosperar em diversos locais.
Devido à sua natureza robusta, as tilápias de Moçambique frequentemente colonizam o habitat ao seu redor, tornando-se as espécies mais abundantes em uma determinada área. Quando a superlotação acontece e os recursos ficam escassos, os adultos podem até canibalizar os jovens para obter mais nutrientes. A tilápia de Moçambique, como outros peixes como a tilápia do Nilo e a truta, são onívoros oportunistas e se alimentam de algas, matéria vegetal, partículas orgânicas, pequenos invertebrados e outros peixes. Os padrões de alimentação variam dependendo de qual fonte de alimento é a mais abundante e a mais acessível no momento. Em cativeiro, as tilápias de Moçambique são conhecidas por aprender a se alimentar usando alimentadores de demanda. Durante a alimentação comercial, os peixes podem saltar energicamente para fora da água em busca de alimento.

### Estrutura social
As tilápias de Moçambique viajam frequentemente em grupos onde é mantida uma hierarquia de dominância estrita. Posições dentro da hierarquia se correlacionam com territorialidade, taxa de corte, tamanho do ninho, agressão e produção de hormônios. Em termos de estrutura social, as tilápias de Moçambique se envolvem em um sistema conhecido como acasalamento lek, onde os machos estabelecem territórios com hierarquias de dominância enquanto as fêmeas viajam entre eles. As hierarquias sociais geralmente se desenvolvem por causa da competição por recursos limitados, incluindo alimentos, territórios ou companheiros. Durante a época de reprodução, os machos se aglomeram em torno de determinado território, formando uma densa agregação em águas rasas. Essa agregação forma a base do lek através do qual as fêmeas escolhem preferencialmente seus parceiros. O sucesso reprodutivo dos machos dentro do lek está altamente correlacionado ao status social e à dominância.
Em experimentos com tilápias em cativeiro, evidências demonstram a formação de hierarquias lineares onde o macho alfa participa de interações significativamente mais agonísticas. Assim, os machos mais bem classificados iniciam atos muito mais agressivos do que os machos subordinados. No entanto, ao contrário da crença popular, as tilápias de Moçambique exibem mais interações agonísticas em relação aos peixes que estão mais distantes na escala hierárquica do que em relação aos indivíduos mais próximos. Uma hipótese por trás dessa ação reside no fato de que ações agressivas são caras. Nesse contexto, os membros do sistema social tendem a evitar confrontos com fileiras vizinhas para conservar recursos, em vez de se envolver em uma luta pouco clara e arriscada. Em vez disso, os indivíduos dominantes procuram intimidar as tilápias subordinadas tanto por ser uma luta fácil quanto para manter sua classificação.

### Comunicação e agressão
A urina em tilápias de Moçambique, como muitas espécies de peixes de água doce, atua como um vetor de comunicação entre os indivíduos. Hormônios e feromônios liberados com a urina pelos peixes muitas vezes afetam o comportamento e a fisiologia do sexo oposto. Os machos dominantes sinalizam as fêmeas através do uso de um odorante urinário. Outros estudos sugeriram que as mulheres respondem à proporção de produtos químicos na urina, em oposição ao odor em si.
Os feromônios urinários também desempenham um papel na interação macho–macho para as tilápias de Moçambique. Estudos mostraram que a agressão masculina está altamente correlacionada com o aumento da micção. A agressão simétrica entre os machos resultou em um aumento na liberação da frequência de micção. Os machos dominantes armazenam e liberam urina mais potente durante as interações agonísticas. Assim, tanto o estágio inicial de formação do lek quanto a manutenção da hierarquia social podem depender muito da variação da produção urinária dos machos.
A agressão entre os machos geralmente envolve uma sequência típica de sinais visuais, acústicos e táteis que eventualmente se transforma em confronto físico se nenhuma resolução for alcançada. Normalmente, o conflito termina antes da agressão física, pois brigas são caras evolutivamente e arriscadas.  Para evitar trapaças, nas quais o indivíduo pode fingir seu fitness reprodutivo, esses rituais agressivos incorrem em custos energéticos significativos. Assim, a trapaça é evitada pelo simples fato de que os custos de iniciar um ritual muitas vezes superam os benefícios da trapaça. A este respeito, as diferenças entre os indivíduos em resistência desempenha um papel crítico na resolução do vencedor e do perdedor.

### Reprodução
Na primeira etapa do ciclo reprodutivo da tilápia moçambicana, os machos escavam um ninho no qual uma fêmea pode depositar seus ovos. Depois que os ovos são postos, o macho os fertiliza. Em seguida, a fêmea armazena os ovos na boca até a eclosão dos alevinos. Uma das principais razões por trás das ações agressivas das tilápias de Moçambique é o acesso a parceiros reprodutivos. A designação das tilápias de Moçambique como uma espécie invasora se baseia em suas características de história de vida: as tilápias exibem altos níveis de cuidado parental, bem como a capacidade de gerar várias ninhadas durante uma estação reprodutiva estendida, ambas contribuindo para seu sucesso em ambientes variados. No sistema lek, os machos se reúnem e se exibem para atrair as fêmeas para o acasalamento. Assim, o sucesso do acasalamento é altamente desviado para os machos dominantes, que tendem a ser maiores, mais agressivos e mais eficazes na defesa de territórios. Os machos dominantes também constroem ninhos maiores para a desova. Durante os rituais de namoro, a comunicação acústica é amplamente utilizada pelos machos para atrair as fêmeas. Estudos mostraram que as fêmeas são atraídas por machos dominantes que produzem frequências de pico mais baixas, bem como taxas de pulso mais altas. No final do acasalamento, os machos guardam o ninho enquanto as fêmeas levam os ovos e o esperma para a boca. Devido a isso, as tilápias de Moçambique podem ocupar muitos nichos durante a desova, já que os filhotes podem ser transportados na boca. Essas estratégias reprodutivas proficientes podem ser a causa por trás de suas tendências invasivas.
Os machos das tilápias de Moçambique sincronizam o comportamento reprodutivo em termos de atividade de corte e territorialidade  aproveitando a sincronia com a desova das fêmeas. Um dos custos associados a essa sincronização é o aumento da competição entre os machos, que já estão no topo da hierarquia de dominância. Como resultado, diferentes táticas de acasalamento evoluíram nessas espécies. Os machos podem imitar as fêmeas e tentar reprodução furtiva quando o macho dominante está ocupado. Da mesma forma, outra estratégia para os machos é existir como um flutuador, viajando entre territórios na tentativa de encontrar uma parceira. No entanto, são os machos dominantes que têm a maior vantagem reprodutiva.

### Cuidado parental
Normalmente, as tilápias de Moçambique, como todas as espécies pertencentes ao gênero Oreochromis e espécies como Astatotilapia burtoni, são chocadeiras maternas, o que significa que a desova é incubada e criada na boca da mãe. O cuidado parental é, portanto, quase exclusivo da mulher. Os machos contribuem fornecendo ninhos para a desova antes da incubação, mas os custos de energia associados à produção de ninhos são baixos em relação à incubação bucal. Em comparação com os não-bocais, tanto a incubação bucal quanto o crescimento de uma nova ninhada de ovos não são energeticamente viáveis. Assim, as tilápias de Moçambique param o crescimento do oócito durante a incubação bucal para conservar energia. Mesmo com a parada do oócito, as fêmeas que se que carregam filhotes na boca têm custos significativos em peso corporal, energia e aptidão. Assim, o conflito entre pais e filhos é visível através dos custos e benefícios para os pais e os jovens. Uma mãe cuidando de sua prole arca com o custo de reduzir sua própria aptidão individual. Ao contrário da maioria dos peixes, as tilápias de Moçambique exibem um período prolongado de cuidados maternos que se acredita permitir a formação de laços sociais.

## Uso na aquicultura

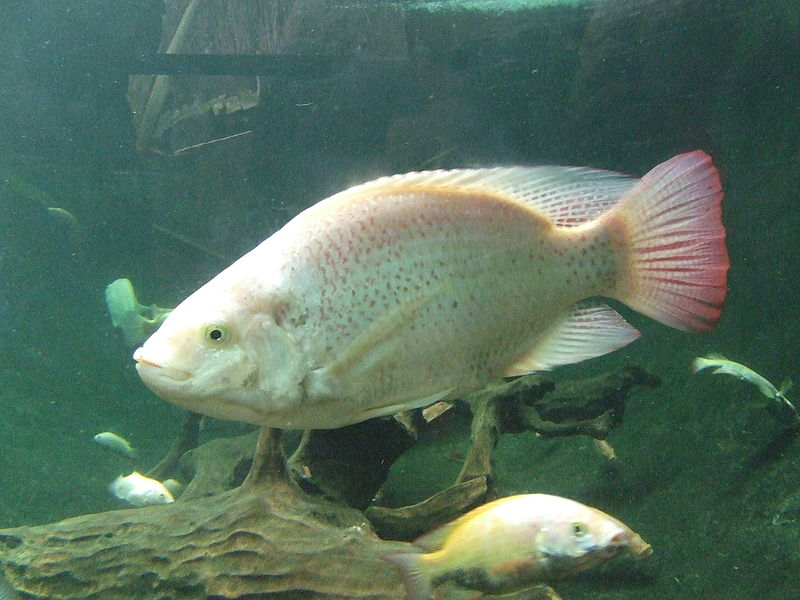
Uma cepa albina foi desenvolvida em cativeiro

A tilápia moçambicana é uma espécie resistente que é fácil de criar, tornando-se uma boa espécie de aquicultura. Elas têm uma carne suave e branca que é atraente para os consumidores. Esta espécie constitui cerca de 4% da produção total de tilápias em todo o mundo, sendo mais comumente hibridizada com outras espécies de tilápias. A tilápia é muito suscetível a doenças como a doença do turbilhão e o ich. A tilápia moçambicana é resistente a uma grande variedade de problemas de qualidade da água e níveis de poluição. Devido a essas habilidades, eles têm sido usados como organismos de bioensaio para gerar dados de toxicidade de metais para avaliações de risco de espécies locais de água doce nos rios da África do Sul.